# Neptis sopatra
Neptis sopatra är en fjärilsart som beskrevs av Hans Fruhstorfer 1907. Neptis sopatra ingår i släktet Neptis och familjen praktfjärilar. Inga underarter finns listade i Catalogue of Life.